# Марков, Григорий Маркович
Григорий Маркович Марков — советский хозяйственный, государственный и политический деятель, Герой Социалистического Труда.

## Биография
Родился в 1920 году в деревне Куркино. Член КПСС.
С 1937 года — на хозяйственной, общественной и политической работе. В 1937—1980 гг. — ученик слесаря и слесарь на заводе № 8 Наркомата оборонной промышленности, участник Великой Отечественной войны, слесарь, мастер, старший мастер, начальник отделения на заводе № 88 Министерства вооружения СССР (ОКБ-1 Государственного Комитета Совета Министров СССР по оборонной технике), начальник цеха Завода экспериментального машиностроения.
Указом Президиума Верховного Совета СССР от 21 декабря 1957 года присвоено звание Героя Социалистического Труда с вручением ордена Ленина и золотой медали «Серп и Молот».
Умер в Королёве в 1997 году.